# Kåfjord (fjord)

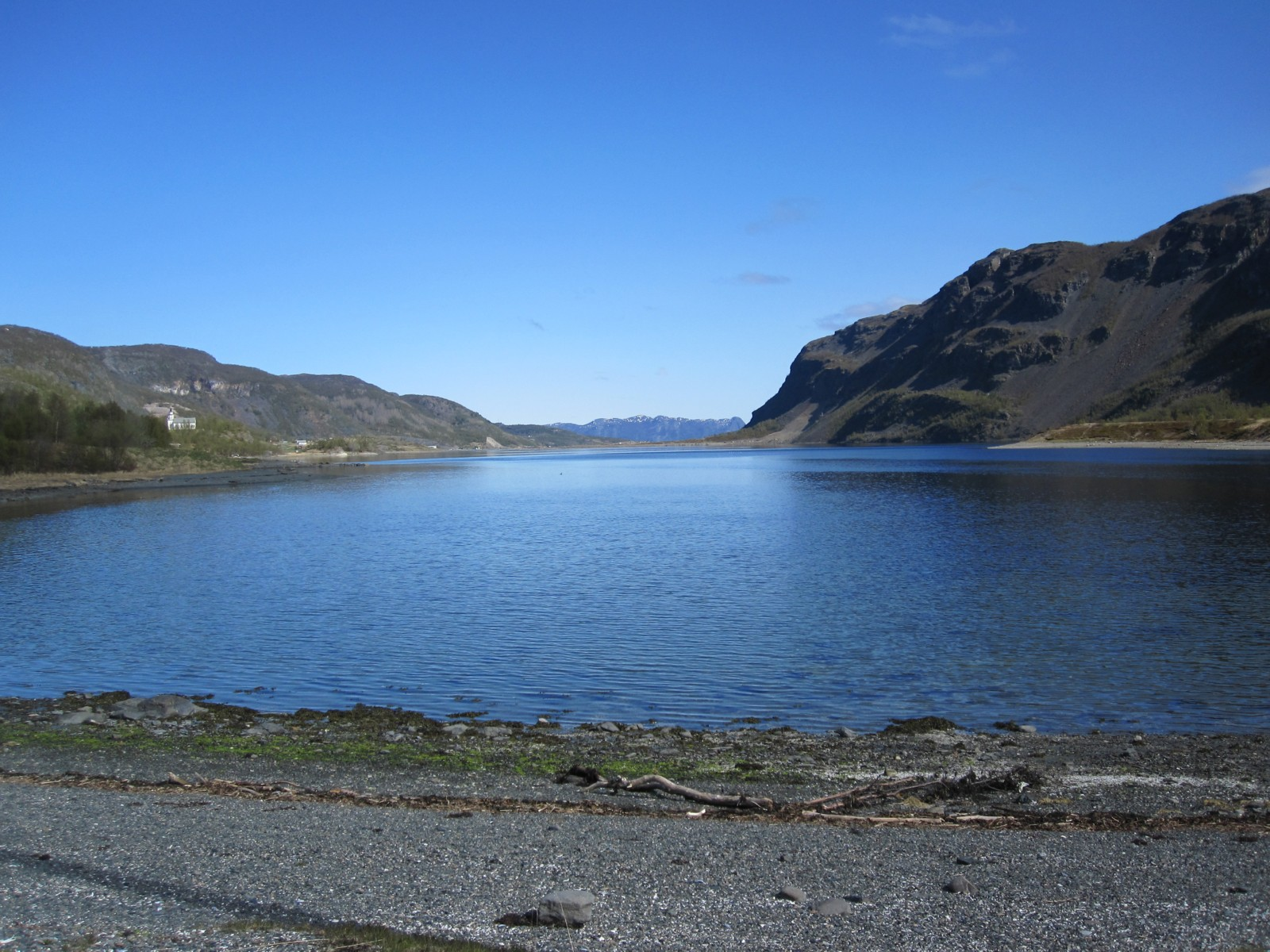
Fjord de Kåfjord

Le Kåfjord est un fjord du nord de la Norvège, dans le comté de Finnmark. Il s'agit d'un bras de l'Altafjord. Un village portant le même nom et faisant partie de la commune d'Alta se trouve au bord du fjord.
C'est à une dizaine de kilomètres du village de Kåfjord, au sommet du mont Haddle (905 m), qu'a été construit le premier observatoire scientifique permanent d'observation des aurores boréales. Cet aménagement fut réalisé à l'initiative du scientifique norvégien Kristian Birkeland qui, après plusieurs expéditions sur place, élabora en 1908 la théorie physique visant à expliquer de ce phénomène astronomique. L'observatoire a été actif de 1899 à 1926, avant que les activités d'observation ne soient transférées à Tromsø.